# Gustaf Dalén, Oxelösund

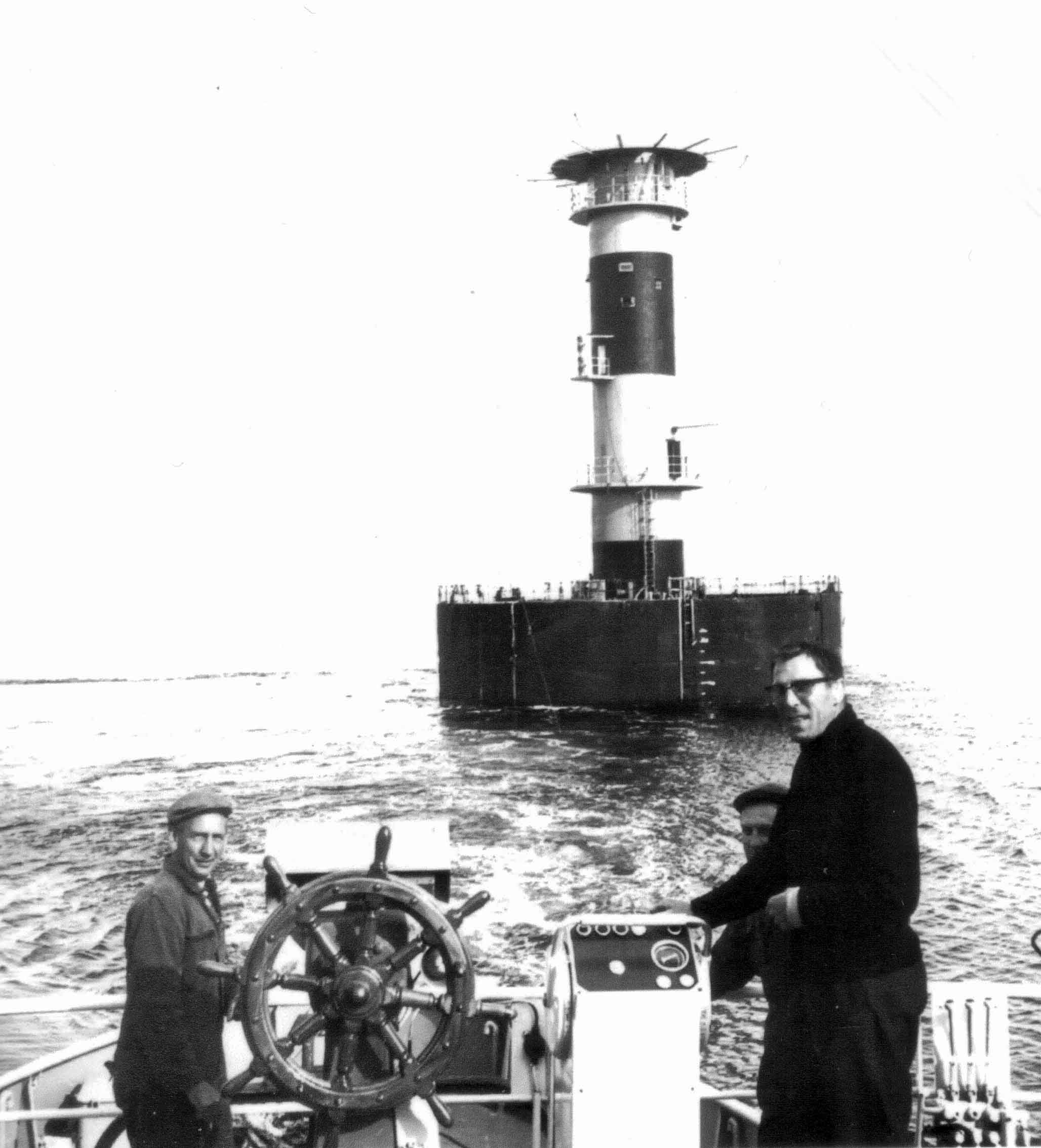
Bogsering av fyren i juli 1966.

Gustaf Dalén är en svensk fyr cirka 12 kilometer utanför Oxelösund. Fyren är uppkallad efter den svenska uppfinnaren Gustaf Dalén.